# خسروآباد (بیجار)
خسروآباد، روستایی از توابع بخش چنگ الماس شهرستان بیجار در استان کردستان ایران است.